# Stefania Staniouta
Stefania Mikhaïlovna Staniouta (en russe : Стефания Михайловна Станюта), née le 13 mai 1905 à Minsk (Empire russe) et morte le 6 novembre 2000 à Minsk (Biélorussie), est une actrice biélorusse.

## Biographie
Fille d'artiste peintre biélorusse Mikhaïl Staniouta (1881-1974), Stefania naît le 30 avril 1905 à Minsk. Enfant, elle a assisté à la rencontre officielle du tsar Nicolas II avec le peuple biélorusse.
Elle est scolarisée dans une école paroissiale, puis au gymnase des femmes de Minsk.
À partir de 1918, elle travaille comme figurante, choriste et danseuse dans la Première Société de théâtre et de comédie biélorusse de Florian Jdanovich dont la troupe constituera la base du 1er Théâtre d'État biélorusse en 1920 (aujourd'hui le Théâtre Ianka Koupala). Elle tient son premier rôle à l'âge de 16 ans dans la pièce Ganka de Vladislav Golubok (1882-1937).
En 1926, elle est diplômée du Studio dramatique biélorusse du Théâtre d'art de Moscou (classe de Sofia Guiatsintova). Sur la base de cette formation, le Deuxième Théâtre dramatique d'État biélorusse (aujourd'hui le Théâtre Yakub Kolas) a été créé à Vitebsk en 1926, où Staniouta a joué jusqu'en 1932.
De 1932 jusqu'à la fin de sa vie, elle travaille au Théâtre Ianka Koupala à Minsk. Au total, sa carrière compte environ 200 rôles.
La guerre surprend la troupe de théâtre à Odessa. L'actrice reste à Odessa et se retrouve à la tête d'un groupe d'autodéfense. Après le déménagement de la troupe à Tomsk, elle dirige un groupe de théâtre avec des soldats en convalescence à l'hôpital.
Elle a commencé à jouer dans des films en 1958.
Décédée le 6 novembre 2000, à l'âge de 96 ans, Stefania Staniouta est inhumée au cimetière de l'Est à Minsk.

## Famille
Elle est l’arrière grand-mère de la gymnaste Melitina Staniouta.

## Filmographie
- 1977 : À propos du Petit Chaperon rouge de Leonid Netchaïev : vieille femme maléfique
- 1981 : Les Adieux à Matiora de Elem Klimov : Daria
- 1983 : Belye rossy de Igor Dobrolioubov

## Récompenses
- 1988 : Artiste du peuple de l'URSS